# Mollas (Elbasan)
Mollas es una localidad albanesa del condado de Elbasan. Se encuentra situada en el centro del país y desde 2015 está constituida como una unidad administrativa del municipio de Cërrik. A finales de 2011, el territorio de la actual unidad administrativa tenía 5530 habitantes.
La unidad administrativa incluye los pueblos de Mollas, Dasar, Selite, Linas, Kamunah, Dragot y Topojan.
Se ubica unos 15 km al sur de la capital municipal Cërrik.